# Groupe de NGC 3202
Le groupe de NGC 3202 est un trio de galaxies situées dans la constellation de la Grande Ourse. La distance moyenne entre ce groupe et la Voie lactée est d'environ 96,7 Mpc (∼315 millions d'al). 

## Membres
Le tableau ci-dessous liste les trois galaxies qui sont indiquées dans l'article d'Abraham Mahtessian paru en 1998. 
| Nom      | Classification | Type           | α (J2000.0)   | δ (J2000.0) | Vitesse radiale (km/s) | Magnitude apparente | Distance (Mpc) | Dimension (kal) |
| -------- | -------------- | -------------- | ------------- | ----------- | ---------------------- | ------------------- | -------------- | --------------- |
| NGC 3202 | SB(r)a         | Spirale barrée | 10h 20m 31.7s | 43° 01′ 18″ | 6715 ± 39              | 13,2                | 93,8 ± 7,0     | 114             |
| NGC 3205 | S?             | Spirale        | 10h 20m 50.0s | 42° 58′ 19″ | 7041 ± 41              | 13,3                | 98,3 ± 7,3     | 154             |
| NGC 3207 | S?             | Spirale        | 10h 21m 00.5s | 42° 59′ 07″ | 7012 ± 43              | 13,3                | 97,9 ± 7,3     | 121             |

Le site DeepskyLog permet de trouver aisément les constellations des galaxies mentionnées dans ce tableau ou si elles ne s'y trouvent pas, l'outil du site constellation permet de le faire à l'aide des coordonnées de la galaxie. Sauf indication contraire, les données proviennent du site NASA/IPAC.